# Saif Eldin
Saif Eldin Ali Idris Farah (Khartum, 30 novembre 1979) è un calciatore sudanese, centrocampista dell'Al-Hilal Omdurman.

## Carriera

### Club
Tra il 2007 ed il 2012 ha giocato complessivamente 32 partite nella CAF Champions League, segnando anche 4 gol.

### Nazionale
Fa parte dal 2008 della Nazionale del suo Paese, con la quale ha anche preso parte alla Coppa d'Africa del 2012.

## Palmarès

### Club

#### Competizioni nazionali
- Sudan Premier League: 5

Al-Hilal: 2006, 2007, 2009, 2010, 2012
- Sudan Cup: 2

Al-Hilal: 2009, 2011